# بی‌بابالار
بِی‌بابالار (به لاتین: Bəybabalar) یک منطقه مسکونی در جمهوری آذربایجان است که در شهرستان آق‌دام واقع شده است.